# Рудники Бальфур
Рудники Бальфур (Balfour) — колишні гірничодобувні майданчики на австралійському острові Тасманія.
У 1884 році на рудному полі Бальфур виявили алювіальні розсипи олова, після чого до 1899-го велась їх розробка в місцевості Спесімен-Гілл (Specimen Hill), масштаби якої, втім, були невеликі.
У 1901-му в Кассітерайт-Крік також знайшли мідне зруднення, що за кілька років викликало появу близько двох десятків дрібних копалень. Найбільшою з них став рудник компанії братів Мюррей (Murray Brothers Reward Mine), який вів розробку підземним способом за допомогою двох штолень та двох шахтних стовбурів. Роботи стартували в лютому 1907-го і станом на весну 1909-го відправили 1100 тонн руди з високим — до 30 %, а інколи навіть 36 % — вмістом міді. Станом на червень 1910-го цей показник зріс до 1286 тонн.
Руду вивозили до розташованого на західному узбережжі завантажувального пункту Темма (тут не було безпечної якірної стоянки, тому так і не виникло повноцінного порту), де за допомогою човнів переправляли на кеч, який прибував кожні два тижні. Первісно транспортування до Темма здійснювали возами, а з 1911-го використовували вузькоколійну дорогу завдовжки 21 кілометр (так саме з кінською тягою).
Є відомості, що пік розвитку рудників Бальфур припав на 1912 рік. Втім, запаси багатої руди доволі швидко вичерпались, так що розробка припинилась не пізніше початку Першої світової війни.
Також повідомляється про якісь коротокочасні роботи на Бальфурі в 1980-х роках, під час яких використовували відкритий метод розробки.